# Jama za Sv. Spasom
Jama za Sv. Spasom este o arie protejată (sit de importanță comunitară — SCI) din Croația întinsă pe o suprafață de 0,78 ha, integral pe uscat.

## Localizare
Centrul sitului Jama za Sv. Spasom este situat la coordonatele 42°43′55″N 17°32′33″E / 42.731823°N 17.542618°E.

## Înființare
Situl Jama za Sv. Spasom a fost declarat sit de importanță comunitară în iulie 2013 pentru a proteja un număr necunoscut de specii din flora spontană și fauna sălbatică aflate în arealul zonei.

## Biodiversitate
Situată în ecoregiunea mediteraneană, aria protejată conține 1 habitat natural: Peșteri inaccesibile publicului.
La baza desemnării sitului se află un număr nedeclarat de specii protejate.